# هایدرا ۷۰
هایدرا ۷۰، یک راکت غیر هدایت‌شونده و پایدارشونده با باله است که قطری معادل ۷۰ میلی‌متر (۲٫۷۵ اینچ) دارد و عمدتاً در نقش هوابه‌سطح، استفاده می‌شود. این راکت می‌تواند به انواع کلاهک‌ها و در نسخه‌های جدیدتر، به سیستم‌های هدایت حملات نقطه‌ای مجهز شود. هایدرا به‌طور گسترده توسط نیروهای ایالات متحده و متحدانش استفاده می‌شود و با راکت CRV-7 کانادایی رقابت می‌کند که از نظر فیزیکی با آن قابل تعویض است.
هایدرا ۷۰ در طول جنگ‌های کره و ویتنام برای ارائهٔ پشتیبانی هوایی نزدیک به نیروهای زمینی از حدود ۲۰ گونه پرتابگر مختلف در بالگردها و هواپیماها استفاده شد. بالگردهای اواچ-۵۸ کیووا و آپاچی و همچنین یواچ-۱ ایروکوای و کبرا پرتابگر راکت هایدرا را بر روی پایلون‌های تسلیحاتی خود حمل می‌کنند.

## خدمت

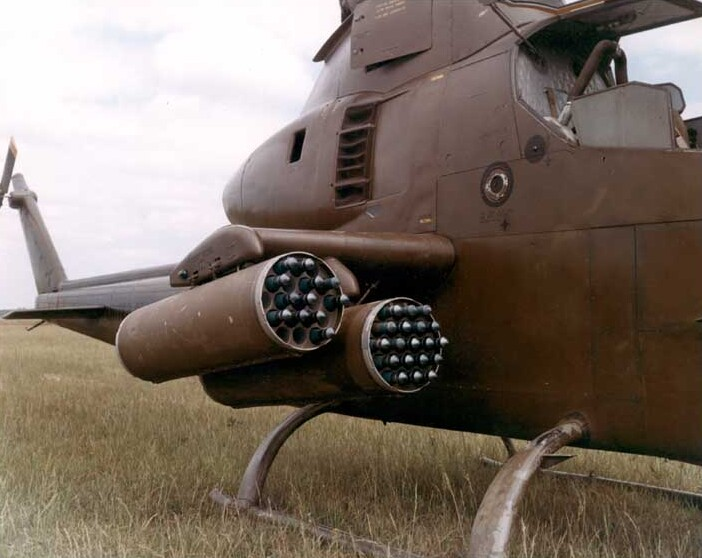
راکت هایدرا ۷۰ بر روی بالگرد کبرا

خانوادهٔ راکت‌های هایدرا ۷۰ عملکردهای مختلفی را انجام می‌دهند. کلاهک‌های جنگی واحد و باری برای مأموریت‌های ضدتدارکات، ضدنفر و سرکوب استفاده می‌شوند.

### ایالات متحده
در نیروی زمینی ایالات متحده، راکت‌های هایدرا ۷۰ از بالگردهای آپاچی با استفاده از راکت‌اندازهای ۱۹لوله‌ای ام۲۶۱ و در اواچ-۵۸ کیووا با استفاده از راکت‌اندازهای هفت‌لوله‌ای ام۲۶۰ شلیک می‌شوند. در سپاه تفنگداران دریایی ایالات متحده، بسته به مأموریت، پرتابگرهای ام۲۶۰ یا ام۲۶۱ بر روی سوپرکبراها و وایپرها استفاده می‌شوند. ام۲۶۱ و ام۲۶۰ با موتور راکت سری اِم‌کِی ۶۶ که جایگزین سری اِم‌کِی ۴۰ شده‌است استفاده می‌شود. اِم‌کِی ۶۶ دارای وزن کاهش‌یافته‌است و رابط تنظیم فیوز از راه دور را فراهم می‌کند. هایدرا ۷۰ همچنین از بالگردهای سری یواچ-۶۰ و ای‌اچ-۶ در خدمت نیروی زمینی آمریکا شلیک شده‌اند.
بالگردهای کبرا و یواچ-۱ ایروکوای از انواع پرتابگرها از جمله پرتابگرهای راکت هفت‌لوله‌ای ام۱۵۸ و پرتابگرهای ۱۹لوله‌ای ام۲۰۰ استفاده کردند. با این‌حال، این مدل‌ها با انواع ارتقایافته در سپاه تفنگداران دریایی ایالات متحده جایگزین شده‌اند زیرا با موتور اِم‌کِی ۶۶ سازگار نبودند. راکت‌های هایدرا ۷۰ همچنین توسط نیروی دریایی ایالات متحده و نیروی هوایی ایالات متحده استفاده می‌شود.

### کلاهک‌های رایج
رایج‌ترین کلاهک برای راکت هایدرا ۷۰، کلاهک اِم۱۵۱ "10-Pounder" است که شعاع انفجار آن ۱۰ متر و شعاع تکه‌تکه شدن مرگبار آن در حدود ۵۰ متر است.
| گونه        | محتوا                                                        | وزن                                  | ظرفیت                                           | نوع فیوز               |
| ----------- | ------------------------------------------------------------ | ------------------------------------ | ----------------------------------------------- | ---------------------- |
| M151        | مادهٔ منفجره قوی (HEDP) 10 پوندی                              | ۸٫۷ پوند (۳٫۹ کیلوگرم)               | ۲٫۳ پوند (۱٫۰ کیلوگرم) Comp B-4 HE              | M423                   |
| M156        | مهمات فسفر سفید (WP)                                         | ۹٫۶۵ پوند (۴٫۳۸ کیلوگرم)             | ۲٫۲ پوند (۱٫۰۰ کیلوگرم) فسفر سفید               | M423 M429              |
| M229        | مواد منفجرهٔ قوی (HEDP); M151 دراز "۱۷ پوند"                  | ۱۷٫۰ پوند (۷٫۷ کیلوگرم) (دارای فیوز) | ۴٫۸ پوند (۲٫۲ کیلوگرم) Comp B-4 HE              | M423                   |
| M247        | ضدتانک با انفجار قوی (HEAT) / دومنظوره با انفجار شدید (HEDP) | ۸٫۸ پوند (۴٫۰ کیلوگرم)               | ۲٫۰ پوند (۰٫۹۱ کیلوگرم) Comp B HE               | M438 PD                |
| M255        | کلاهک APERS (ضدنفر).                                         |                                      | ۲۵۰۰ ترکش ۱٫۸ گرمی                              |                        |
| M255E1/A1   | کلاهک ترکش‌دار                                                | ۱۴٫۰ پوند (۶٫۴ کیلوگرم)              | ۱۱۷۹ ترکش ۳٫۹ گرمی                              | M439                   |
| M257        |                                                              | ۱۱٫۰ پوند (۵٫۰ کیلوگرم)              |                                                 | M442                   |
| M259        | فسفر سفید (WP)                                               |                                      |                                                 |                        |
| M261        | مهمات فرعی چندمنظوره (MPSM)                                  | ۱۳٫۵ پوند (۶٫۱ کیلوگرم)              | ۹ نارنجک ام۷۳                                   | M439 با چاشنی برقی M84 |
| M264        | فسفر دودزای قرمز (RP)                                        | ۸٫۶ پوند (۳٫۹ کیلوگرم)               | ۷۲ گلوله فسفر قرمز دودزا                        | M439                   |
| M267        | تمرینی                                                       | ۱۳٫۵ پوند (۶٫۱ کیلوگرم)              |                                                 | M439 با چاشنی برقی M84 |
| M274        | تمرینی (دودزا)                                               | ۹٫۳ پوند (۴٫۲ کیلوگرم)               | ۲ اونس (۵۷ گرم) پتاسیم پرکلرات و پودر آلومینیوم | M423                   |
| M278        |                                                              | ۱۱٫۰ پوند (۵٫۰ کیلوگرم)              | یک عدد فلر IR M278                              | M442                   |
| M282        | کلاهک نفوذی چندمنظوره                                        | ۱۳٫۷ پوند (۶٫۲ کیلوگرم)              | ۰٫۹۸ پوند (۰٫۴۴ کیلوگرم) PBXN-110               | با تأخیر               |
| Mk 67 Mod 0 | فسفر سفید (WP)                                               |                                      |                                                 |                        |
| Mk 67 Mod 1 | فسفر قرمز (RP)                                               |                                      |                                                 |                        |
| WTU-1/B     | تمرینی                                                       | ۹٫۳ پوند (۴٫۲ کیلوگرم)               | بی‌اثر                                           | ندارد                  |
| WDU-4/A     | کلاهک APERS                                                  | ۹٫۳ پوند (۴٫۲ کیلوگرم)               | ۹۶ ترکش با وزن نامشخص                           |                        |
| WDU-4A/A    | کلاهک APERS                                                  | ۹٫۳ پوند (۴٫۲ کیلوگرم)               | ۲۲۰۵ ترکش ۱٫۳ گرمی                              |                        |

## ویژگی‌های موتور اِم‌کِی ۶۶
- وزن: ۱۳٫۶ پوند (۶٫۲ کیلوگرم)
- طول: ۴۱٫۷ اینچ (۱٬۰۶۰ میلیمتر)
- زمان اشتعال: ۱٫۰۵–۱٫۱۰ ثانیه
- رانش متوسط (در دمای ۲۵ درجهٔ سلسیوس):
  - ۱٬۳۳۵ پوند-نیرو (۵٫۹۴ کیلونیوتن) (Mod 2/3)
  - ۱٬۴۱۵ پوند-نیرو (۶٫۲۹ کیلونیوتن) (Mod 4)
- محدودهٔ خاموشی موتور: ۱٬۳۰۰ فوت (۴۰۰ متر)
- سرعت چرخش پرتاب: ۱۰ دور در ثانیه، ۳۵ دور در ثانیه پس از خروج از پرتابگر
- سرعت در خروجی پرتابگر: ۱۴۸ فوت بر ثانیه (۴۵ متر بر ثانیه)
- بُرد مؤثر: ۵۴۷ تا ۸٬۷۴۹ یارد (۵۰۰ تا ۸٬۰۰۰ متر) بسته به کلاهک و سکوی پرتاب
- حداکثر بُرد: ۱۱٬۴۸۳ یارد (۱۰٬۵۰۰ متر) در شرایط بهینه

## هایدرا ۷۰ با هدایت دقیق
تلاش‌های متعددی برای تبدیل راکت هایدرا ۷۰ به یک مهمات هدایت‌شوندهٔ دقیق (PGM) برای تولید سلاحی با دقت بیشتر اما با هزینهٔ کمتر نسبت به سایر راکت‌های هدایت‌شونده وجود دارد:
- مدل Advanced Precision Kill Weapon System (APKWS) II ساخت بی‌ای‌ئی سیستمز که نخستین بار در مارس ۲۰۱۲ وارد خدمت شد.[۶]
- مدل هدایت‌شونده تلویزیونی کم‌هزینهٔ نیروی دریایی ایالات متحده (LOGIR)
- مدل هدایت‌شوندهٔ حملهٔ مستقیم ساخت لاکهید مارتین (DAGR)
- مدل تاکتیکی پیشرفتهٔ هدایت لیزری ساخت الاینت تک‌سیستمز/البیت سیستمز (GATR-L)
- مدل تالون (TALON) ساخت ریتیان تکنالوجیز که در سپتامبر ۲۰۱۴ وارد تولید برای نیروهای مسلح امارات متحدهٔ عربی شد.[۷]
- مدل هدایت لیزری Forges de Zeebrugge SAL (FZ275 LGR)[۸]

راکت Cirit ساخت روکتسان ترکیه نیز راکتی مشابه هایدرا ۷۰ و سازگار با پرتاب‌گرهای رایج ۷۰ میلی‌متری است اما از ابتدا توسعه یافته و از اجزای هایدرا ۷۰ استفاده نمی‌کند.

## کاربران

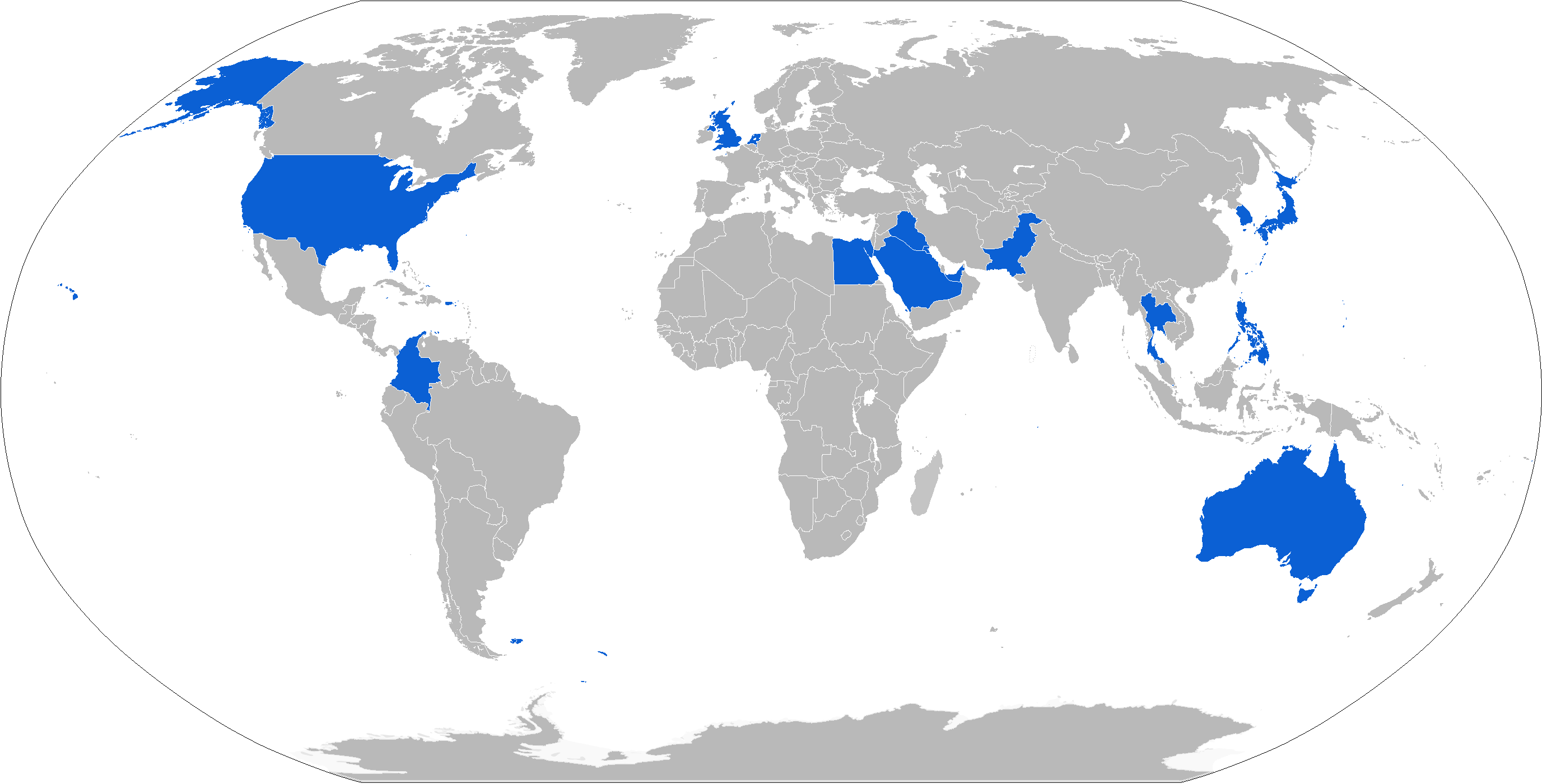
کاربران به رنگ آبی

### صادرات ایران:
- افغانستان
- عراق